# Rudi
Rudi – miejscowość i gmina w Mołdawii, w rejonie Soroca. W 2014 roku liczyła 1008 mieszkańców. 
Leży 15 km od miasta Otaci, blisko Dniestru i granicy z Ukrainą. We wsi znajduje się Klasztor Świętej Trójcy założony w 1777 r. oraz jeden z punktów geodezyjnych Południka Struvego, wpisanego na listę dziedzictwa ludzkości UNESCO. W pobliżu malownicze wodospady.